# Gare de Chantenay-Saint-Imbert
Gare de Chantenay-Saint-Imbert vasútállomás Franciaországban, Chantenay-Saint-Imbert településen.

## Vasútvonalak
Az állomást az alábbi vasútvonalak érintik:
- Moret–Lyon-vasútvonal

## Kapcsolódó állomások
A vasútállomáshoz az alábbi állomások vannak a legközelebb:
- Gare de Saint-Pierre-le-Moûtier (Gare de Moret - Veneux-les-Sablons)
- Gare de Villeneuve-sur-Allier (Lyon-Perrache pályaudvar)